# Comparateur à clignotement

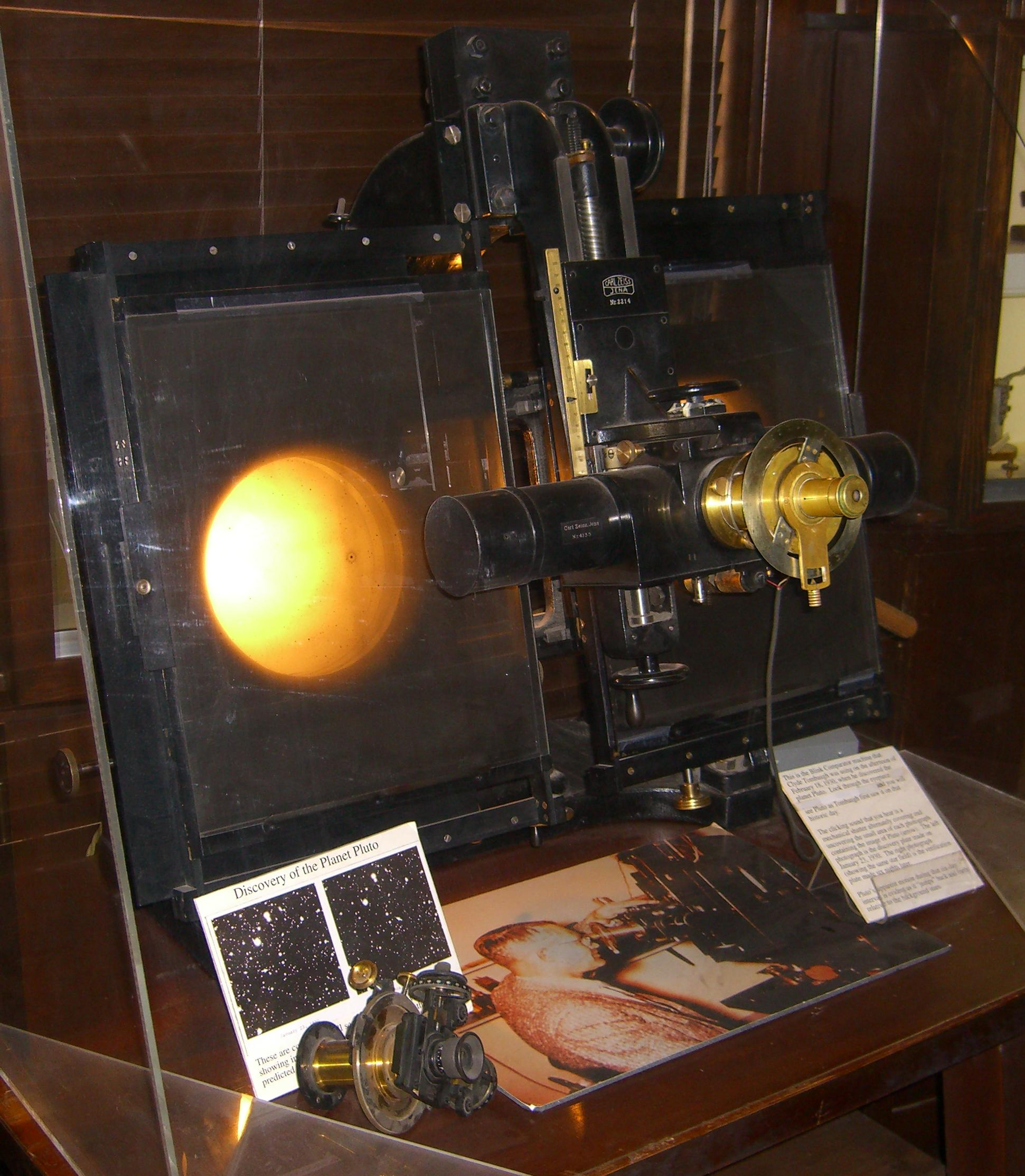
Comparateur à clignotement de l'Observatoire Lowell utilisé lors de la découverte de Pluton.

Un comparateur à clignotement est un dispositif opto-mécanique autrefois utilisé par les astronomes pour faire apparaître les différences entre deux photographies de la même portion de ciel prises à des instants différents.  Il fonctionne en faisant alterner rapidement les deux images (le « clignotement ») à partir de leur négatif.
Il permet d'identifier rapidement les objets changeant de position (planètes, astéroïdes, comètes, composantes de binaires visuelles étoiles à grand mouvement propre) ou de magnitude (étoiles variables, novae).
La planète naine Pluton fut découverte grâce à un comparateur à clignotement de l'Observatoire Lowell (voir image ci-contre).

## Sources